# Izydor Warszawski
Izydor vel Izrael Warszawski (ur. 16 stycznia 1880 w Łodzi, zm. ?) – łódzki przemysłowiec.

## Biogram
Urodził się w religijnej rodzinie kupieckiej. Jego ojciec Mordechaj (Mordka) (3 maja 1849 Łódź - 25 października 1927 Łódź), społecznik i filantrop, mieszkał przy ul. Nowomiejskiej 2, swój sklep prowadził przy ul. Północnej 2,  pochowany na nowym cmentarzu żydowskim w Łodzi przy ul. Brackiej.
Uczył się w chederze oraz u prywatnych nauczycieli. 
W 1897 podjął pracę w zakładach bawełnianych Szai Rosenblatta, gdzie awansując, został kierownikiem działu zbytu nici. Następnie był dyrektorem wigoniowej przędzalni Maksa Rosenblatta, po czym wrócił do fabryki Szai Rosenblatta, gdzie był pełnomocnym kierownikiem w pierwszych latach I wojny światowej.
W 1916 wspólnie z bratem Majerem (1873-1941) założył manufakturę M. i I. Warszawski. 
W 1917 kupił przędzalnię, którą prowadził samodzielnie. 
W 1919  założył ze wspólnikami  manufakturę wełnianą "Warszawski, Mendelson i Kohn" (przędzalnia i tkalnia), która po wojnie zaczęła produkować sukna dla wojska, otrzymując duże zamówienia z kół rządowych. 
Następnie odkupił fabrykę pończoch "Alban Orich" i zaczął na własnych maszynach - okrąglarkach i krosnach-osnowarkach produkować pończochy i rękawiczki. W 1924 z powodu wielkiego kryzysu ta firma została zlikwidowana.
W 1926 razem z Henrykiem Kutnerem założył produkującą nici firmę "Kutner i Warszawski" prowadzoną na dużą skalę – kolejny kryzys w 1930 spowodował jej likwidację. W 1931 działając nadal w branży produkcji nici został kierownikiem działu nici, a później dyrektorem sprzedaży w centrali "Widzewskiej Manufaktury", gdzie pracował do czerwca 1939. Mieszkał wtedy przy ul. Piotrkowskiej 152.
Działał w organizacjach filantropijnych: "Moszaw Zkenim" (dom starców), "Linas Hacedek" (pomoc filantropijna), "Ezras Ilmim" (pomoc głuchoniemym) oraz w Domu Dziecka przy ul. Smugowej 4.